# Якушенко, Наталья Васильевна
Ната́лья Васи́льевна Якуше́нко (род. 2 марта 1972, Киев) — советская и украинская саночница, выступавшая с 1987 года за сборную СССР и с 1991 года за сборную Украины. Принимала участие в пяти зимних Олимпийских играх, наиболее успешными из которых стали игры в Альбервиле (1992 год) и в Лиллехаммере (1994 года), где она заняла восьмые места в одиночных женских заездах.
Наталья Якушенко дважды выигрывала бронзовые медали чемпионатов мира: первая была выиграна в 1990 году на чемпионате в Калгари в составе смешанной команды сборной СССР, вторая — спустя 19 лет на чемпионате в Лейк-Плэсиде в одиночных женских заездах уже за сборную Украины.
В сезоне 2004—2005 выиграла общий зачёт Challenge Cup. Лучший результат на Кубке мира показала в сезоне 2008—2009, по итогам всех этапов заняв пятое место.
На зимних Олимпийских играх 2006 года в Турине была знаменосцем сборной Украины на церемонии открытия.
Тренеры: Игорь Семёнович Воропаев, Валентин Семёнович Папировый

## Статистика

### Одиночки
| Соревнование/Год                            | 1990 | 1992 | 1994 | 1998 | 2004 | 2005 | 2006 | 2007 | 2008 | 2009 | 2010 |
| ------------------------------------------- | ---- | ---- | ---- | ---- | ---- | ---- | ---- | ---- | ---- | ---- | ---- |
| Зимние Олимпийские игры                     | -    | 8    | 8    | 11   | -    | -    | DNF  | -    | -    | -    | 11   |
| Чемпионат мира по санному спорту            | 8    | -    | -    | -    | 11   | 5    | -    | 6    | 4    | 3    | -    |
| Кубок мира по санному спорту                | -    | -    | -    | -    | 15   | -    | 7    | 5    | 6    | 5    | 10   |
| Чемпионат Европы по санному спорту          | -    | -    | -    | -    | 10   | 6    | 4    | -    | 14   | -    | 11   |
| Чемпионат Европы по командным соревнованиям | -    | -    | -    | -    | -    | -    | 7    | -    | -    | -    | -    |
| Турниры: Challenge-Cup                      | -    | -    | -    | -    | -    | 1    | 9    | 2    | 4    | 5    | 6    |

### Эстафета
| Соревнование/Год                 | 1990 | 1991 | 1996 | 2007 |
| -------------------------------- | ---- | ---- | ---- | ---- |
| Чемпионат мира по санному спорту | 3    | 5    | 6    | 12   |

- DNF — Did not finish (не финишировал)

## Государственные награды, премии и стипендии
- Орден княгини Ольги III-й степени (10.09.2009)[2]
- Стипендия Президента Украины в размере 7000 гривен (совместно с тренерами Воропаевым И. С. и Паперовым В. С. в размере 3500 гривен) (27.05.2009)[3]